# Tyler Joseph
Tyler Robert Joseph (Columbus, Ohio, 1988. december 1. –) amerikai énekes, dalszerző, rapper, zenész és lemezproducer. Leginkább a Twenty One Pilots zenei duó frontembereként ismerik. 2008-ban egy szólóalbumot is kiadott No Phun Intended címmel. A Twenty One Pilots tagjaként hat Grammy-díjra jelölték, amelyek közül egyet megnyert. Mókás személyisége és dalaiban gyakran sötét, összetett lírai tartalom jellemzi.

## Életrajz
Joseph az ohiói Columbusban született, és három testvér mellett nőtt fel: Zack, Jay és Madison Joseph. Édesanyja, Kelly Joseph (szül .: Stryker) matematikatanár volt az olentangy iskolai körzetben, mielőtt 2013-ban az Olentangy Orange High School kosárlabda edzőjének nevezték volna ki. Apja, Christopher Anthony "Chris" Joseph libanoni származású, 1996 és 2005 között edző volt a Worthingtoni Keresztény Gimnáziumban. Emellett volt iskolaigazgató.
Joseph nagyon fiatalon kosárlabdázott, majd Worthington Christian pontszerzőjeként játszott. 2008-ban az egyetemi kosárlabda csapat a második helyet szerezte meg a Divízió IV állami tornán. Nick Thomas, a Twenty One Pilots korábbi basszusgitárosa szintén ugyanabban a csapatban játszott, mint Joseph. A páros az egyik játékukon együtt adta elő a "The Star-Spangled Banner" -t.
2007-ben Joseph elkezdett rövid komikus skiteket és videókat feltölteni a "slushieguys" nevű YouTube-csatornára. A csatornának jelenleg több mint 125 ezer feliratkozója van 2021 februárjában, annak ellenére, hogy a csatorna 2013 óta nem töltött fel tartalmat.
Miután látta, hogy egy dalszerző fellép egy High Street-i klubban, elutasította az Otterbein Egyetemen a kosárlabdázás lehetőségét, az egyetem ösztöndíja mellett. Azután kezdett zenélni, hogy a szekrényében talált egy régi billentyűzetet, amit édesanyjától kapott karácsonyra, és utánozni kezdte a különböző rádiódallamokat. 2007 és 2008 között Joseph önálló albumot vett fel a pincéjében No Phun Intended címmel. Később kiderült, hogy Thomas gitárral járult hozzá az album több dalához.

## Karrier

### Twenty One Pilots
A Twenty One Pilots 2009-ben alakult az ohiói Columbusban. A banda Tyler Joseph frontemberből, Nick Thomas basszusgitárosból és Chris Salih dobosból állt; utóbbi kettő 2011-ben hagyta el az együttest. 
2009. december 29-én kiadták debütáló, a banda nevével azonos albumukat, és turnézni kezdtek Ohióban, majd második albumuk következett, a Regional at Best 2011-ben, amely csak Josephből és Josh Dun dobosból állt.
A Twenty One Pilots harmadik albuma, a Vessel 2013. január 8-án jelent meg.  Az album támogatására turnéra is indultak, amelyet "Quiet Is Violent World Tour" -nak neveztek el.
2015. március 17-én a zenekar bejelentette negyedik albumának címét, a Blurryface-t, és bemutatta dalainak listáját és megjelenési dátumát is.  Az együttes ugyanazon a napon adta ki új kislemezét, a "Fairly Local" -t, a videoklip kíséretében, amelyet a hivatalos Fueled by Ramen YouTube-csatorna mutatott be. Az album 2015. május 17-én jelent meg, két nappal a tervezett megjelenési dátum előtt. Joseph és a dobos, Josh Dun 2015-ben és 2016-ban két nemzetközi turnéra indult: a Blurryface Tour-ra és az Emotional Roadshow World Tour-ra.
Az 59. Grammy-díjátadón a páros elnyerte a legjobb popduó / csoportos előadás díját. 2018. július 11-én a zenekar bejelentette 2018. október 5-én megjelent ötödik stúdióalbumának, a Trenchnek a megjelenési dátumát. 2018. október 16-án szintén egy új világkörüli turné indult The Bandito Tour néven. 2018. július 25-én megjelent egy videoklip a "Nico and the Niners" dalhoz, egy második részként egy három részes zenei videósorozathoz (Jumpsuit, Levitate, Nico And The Niners), Joseph kitalált városához, "Dema" -hoz. Mindkét videó utal a "Heavydirtysoul" -ra, amely a zenekar előző albumán egy kislemez. A "Nico and the Niners" szövege utal a "püspökökre" is (bishops), amely visszatérő téma a banda zenéjében. A "My Blood" című dal 10 másodperces részletét a Trench reklámfilmjének végén, a 2018. augusztus 20-i VMA-k során játszották le. 2018. augusztus 27-én egy Twitter-felhasználó alacsony minőségben szivárogtatta ki a teljes dalt a Twitter-fiókjába, miután megállapította, hogy lejátszható az Apple HomePod-on. A szivárgás akkor igazolódott be, amikor a zenekar aznap később az album negyedik kislemezeként elérhetővé tette a dalt a streaming szolgáltatásokon. Az audiót ugyanazon a napon töltötték fel a YouTube-ra, amelynek hátterén Tyler Joseph énekes látható, ahogy otthoni stúdiójában játssza a dalt basszusgitárján. A dalhoz készült videoklipet is 2018. október 5-én, az album megjelenésének napján adták ki.
2019. január 22-én a "Chlorine" videoklipjét a dal megjelenésekor feltöltötték a YouTube-ra. A klipet Mark C. Eshleman rendezte,  és szerepel benne egy "Ned" nevű, földönkívülihez hasonló lény amit Joseph alkotott meg.
2020. április 9-én a zenekar kiadott egy új kislemezt a "Level of Concern" -t. A dal szövege a COVID-19 járvány idején jelentkező szorongásra utal, továbbá a számhoz tartozó zenei videót Joseph és Dun otthonaikban vették fel. A banda a dal bevételének egy részét a Crew Nation nevű jótékonysági szervezetnek adományozta az élő zenei stábok számára, akiknek a nemzetközi karantén alatt nem lehet fizetést adni.
2020. december 8-án a Twenty One Pilots kiadott egy karácsonyi dalt "Christmas Saves the Year" címmel egy Twitch élő közvetítés során, amelyet Joseph vezetett. Eredetileg Joseph nem szívesen írt karácsonyi dalt, bár azt mondta, hogy az inspirálta, hogy "egy kislány szemszögéből élte meg a karácsonyt". A szám hangját egy Mellotron nevű hangszer ihlette.
A duó hatodik stúdióalbuma, a Scaled and Icy 2021. május 21-én jelent meg. A lemez neve mellett egy logó is megjelent, amelyen a "Shy Away" felirat állt. Az album vezető kislemeze, a "Shy Away" 2021. április 7-én jelent meg, a dalhoz tartozó videoklippel együtt, amelyet még aznap feltöltöttek a YouTube-ra. Az album második kislemeze, a "Choker" 2021. április 30-án jelent meg a számhoz készült videoklip mellett, amelyet Columbusban forgattak. Az album harmadik kislemeze, a "Saturday" 2021. május 18-án jelent meg.   